# José María Morelos y Pavón (Coapilla)
José María Morelos y Pavón es una localidad del estado mexicano de Chiapas. Es parte del municipio de Coapilla.

## Toponimia
El nombre de la localidad rinde homenaje a José María Morelos, héroe de la Independencia de México.

## Demografía
| Gráfica de evolución demográfica |
|                                  |

| Censo | Población |
| ----- | --------- |
| 1940  | 133       |
| 1950  | 211       |
| 1960  | 254       |
| 1970  | 355       |
| 1980  | 421       |
| 1990  | 591       |
| 2000  | 760       |
| 2010  | 894       |
| 2020  | 1 147     |